# Kūlupis (přítok Minije)
Kūlupis je řeka na západě Litvy v okrese Kretinga (Klaipėdský kraj), v Žemaitsku na Žemaitijské vysočině. Pramení 5 km na jih od města Kartena. Teče na severoseverozápad. Vlévá se do řeky Minije 0,5 km na jih od města Kartena, vlevo od Kartenského hradiště, 90,1 km od jejího ústí do Atmaty. Je to její levý přítok.

## Přítoky
Nemá významnější přítoky.